# Ivo Ulich
Ivo Ulich (5 september 1974) is een voormalig Tsjechisch voetballer die speelde als middenvelder.

## Carrière
Ivo Ulich speelde tussen 1994 en 2008 voor Hradec Králové, Sparta Praag, Borussia Mönchengladbach, Vissel Kobe en Dynamo Dresden.

## Tsjechisch voetbalelftal
Ivo Ulich debuteerde in 1997 in het Tsjechisch nationaal elftal en speelde 8 interlands, waarin hij 1 keer scoorde. Hij naam deel aan de FIFA Confederations Cup 2001 en behaalde met Tsjechië een derde plaats.
1 Srníček ·
2 Ulich ·
3 Kozel ·
4 Nedvěd ·
5 Horňák ·
6 Svoboda ·
7 Němec  ·
8 Poborský ·
9 Kuka ·
10 Siegl ·
11 Bejbl ·
12 Rada ·
13 Vlček ·
14 Slončík ·
15 Lasota ·
16 Lokvenc ·
17 Šmicer ·
18 Fukal ·
19 Frýdek ·
20 Maier ·
Coach: Uhrin